# NEXON777
NEXON777(일본어: ネクソンスリーセブン 네쿠슨스리세분[*])은 넥슨이 운영하는 파친코 및 파치슬로의 온라인 게임이다.

## 개요
2011년 7월 20일 일본에서 정식 서비스를 시작하였다.
온라인 파친코 게임 분야를 선도하는 777town.net이나 나나파치가 일부 기종을 제외한 플레이에 과금을 요구하는 반면 NEXON777은 과금없이 전기종의 플레이가 가능하다. 그러나 공짜로 얻어지는 구슬 · 동전은 소량을 위해 본격적으로 플레이를 즐길 경우에는 아이템 과금의 구슬 · 동전을 구입해야 다른 대 설정을 바꾸거나 자동 재생을 위한 아이템도 유료로 구입하게 되어있다.
2013년 5월 12일 서비스를 중지했다.